# Дом свободного ребёнка
До́м свобо́дного ребёнка (также — Моско́вский до́м свобо́дного воспита́ния, Де́тский са́д М. А. Гуцевич) — экспериментальное воспитательно-образовательное учреждение для детей 5—10 лет, существовавшее в Москве в 1906—1909 годах. Было организовано в соответствии с принципами свободного воспитания группой педагогов во главе с Константином Вентцелем.

## История
Дом свободного ребёнка был организован во время первой русской революции (в 1906 году) Обществом друзей естественного воспитания. Дом открылся на базе существовавшего с 1903 года семейного детского сада М. Станиловской, занятия в котором строились по принципу отклика на запросы ребенка в форме игры, ручного труда, бесед, рассказов, экскурсий. В 1907 году Общество было закрыто, а руководство Домом перешло к Московскому кружку совместного воспитания и образования детей, возглавлявшемуся К. Н. Вентцелем. С этого времени Дом свободного ребенка стал называться Детским садом М. А. Гуцевич, на имя которой имелось разрешение на открытие детского сада и частной школы III разряда.
Организаторы Дома выступали против старых принципов образования и воспитания детей, за создание новой школы. Образовательный процесс в Доме сильно отличался от принятой в то время организации учебно-воспитательных заведений и первоначально был выстроен на принципах свободного воспитания.
Радикальные принципы устройства образовательной программы не всегда встречали понимание у родителей воспитанников. Некоторые родители, недовольные тем, что их дети не получали необходимых, с точки зрения традиционного образования, знаний и привычного воспитания, перевели своих детей в другие школы. Это заставило руководство Дома сделать принципы организации образовательной программы более консервативными. Однако, консервативный поворот в её организации нарушал принципы свободного воспитания и организаторы в 1909 году приняли решение о прекращении существования Дома.

## Педагогические идеи
Дом свободного ребёнка был создан как школа нового типа — экспериментальная площадка для проверки принципов теории свободного воспитания. Дом представлял собой самоуправляющуюся общину, объединявшую учеников, педагогов и родителей. Предполагалось, что это объединение само выработает образовательные подходы и содержание. Создатель Дома К. Н. Вентцель писал:
Свободная школа может создаваться только при участии самих детей и чем более деятельностном, тем лучше. Всякая же готовая школа уже тем самым, что она есть нечто готовое, что дается извне детям, а не приходит к ним также путем их собственной работы, собственной борьбы и усилий, есть по одному этому уже несвободная школа. В старой школе дети являлись уже в конце, в уже готовую школу. В новой дети фигурируют в самом начале; готовой школы нет, ее нужно ее только создать, и дети вместе с родителями и всеми теми, кто принимает близко к сердцу их свободное духовное и физическое развитие, участвуют в создании, в творчестве этой школы, причем эта школа создается не сразу, не вдруг, а долгим медленным путем свободного естественного самопроизвольного органического развития .
Первоначально содержание занятий строилось на основе свободного группирования учеников по их интересам. Центральной частью занятий был творческий труд учеников, собственно обучающие занятия носили подчиненный характер и имели своей целью объяснить ученикам вопросы, возникавшие у них в процессе творческого труда. Правила жизни и расписание занятий составлялись при участии воспитанников. Состав педагогов был переменным, не было формальной организационной структуры и иерархии. Педагоги работали бесплатно. Родители, наряду с педагогами, вели занятия и дежурили.
Столкнувшись с непониманием ряда родителей, руководства дома пересмотрело организацию образовательного процесса, формы и методы занятий. Стихийность в учебных занятиях постепенно сменилась составлением плана занятий и формального расписания. Свободное группирование детей по интересам сменила организация постоянных классных групп. Возросло значение классных учителей и заведующей Домом в организации учебного процесса, временных учителей сменили штатные педагоги. Уже на втором году существования Дома для руководства его работой была приглашена заведующая. Все эти изменения приблизили организацию Дома к обычной школе.